# EF Большого Пса
EF Большого Пса (лат. EF Canis Majoris) — двойная затменная переменная звезда типа Алголя (EA) в созвездии Большого Пса на расстоянии приблизительно 7663 световых лет (около 2350 парсеков) от Солнца. Видимая звёздная величина звезды — от +12,13m до +11,34m. Орбитальный период — около 59,364 суток.